# 孝屿
孝屿是中国浙江省苍南县东部沿海诸岛之一。

## 历史沿革
《中国海域地名志》（1989）称为孝屿，记载称“原名鲎屿，因其形似侧卧的海鲎，故名”。“孝”、“鲎”二字音近，为了易于书写，1985年更名为孝屿。

## 地理
孝屿位于浙江省苍南县顶草峙岛西北10米，西离大离关屿688米，距大陆最近点970米。陆域面积0.0530平方千米，岸线长度1.17千米，最高点高程46.8米。出露岩石为上侏罗统高坞组熔结凝灰岩。